# Magyarország az 1974-es úszó-Európa-bajnokságon
Magyarország a Bécsben megrendezett 1974-es úszó-Európa-bajnokság egyik részt vevő nemzete volt.

## Versenyzők száma
| Sportág, szakág | Magyar résztvevő | Magyar résztvevő | Magyar résztvevő |
| Sportág, szakág | Férfi            | Nő               | Össz.            |
| Úszás           | 10               | 9                | 19               |
| Műugrás         | 2                | 2                | 4                |
| Vízilabda       | 11               | –                | 11               |
| Összesen        | 23               | 11               | 34               |

## Érmesek
| Érem  | Versenyző | Versenyszám | Versenyszám          | Dátum         |
| ----- | --- | ----------- | -------------------- | ------------- |
| Arany | Hargitay András | úszás       | Férfi 200 m pillangó | augusztus 18. |
| Arany | Hargitay András | úszás       | Férfi 400 m vegyes   | augusztus 20. |
| Arany | Bodnár András Csapó Gábor Cservenyák Tibor Faragó Tamás Görgényi István Horkai György Kásás Zoltán Konrád Ferenc Molnár Endre Sárosi László Szívós István | vízilabda   | Vízilabda            | augusztus 25. |
| Ezüst | Verrasztó Zoltán | úszás       | Férfi 200 m hát      | augusztus 23. |
| Bronz | Verrasztó Zoltán | úszás       | Férfi 100 m hát      | augusztus 18. |
| Bronz | Rudolf Róbert | úszás       | Férfi 200 m hát      | augusztus 23. |
| Bronz | Kaczander Ágnes | úszás       | Női 100 m mell       | augusztus 23. |
| Bronz | Hargitay András | úszás       | Férfi 200 m vegyes   | augusztus 24. |

## Úszás
Férfi
| Versenyző                                                 | Versenyszám      | Előfutam | Előfutam | Előfutam | Döntő    | Döntő    |
| Versenyző                                                 | Versenyszám      | Idő      | Hely.    | Össz.    | Idő      | Helyezés |
| --------------------------------------------------------- | ---------------- | -------- | -------- | -------- | -------- | -------- |
| Szentirmay István                                         | 100 m gyors      | 55,09    | 6.       | 20.      | kiesett  | kiesett  |
| Szentirmay István                                         | 100 m pillangó   | 58,71    | 2.       | 11.      | kiesett  | kiesett  |
| Hámori Jenő                                               | 100 m gyors      | 55,43    | 7.       | 23.      | kiesett  | kiesett  |
| Sós Csaba                                                 | 400 m gyors      | 4:17,66  | 5.       | 17.      | kiesett  | kiesett  |
| Sós Csaba                                                 | 200 m pillangó   | 2:07,48  | 4.       | 8.       | 2:08,94  | 8.       |
| Sós Csaba                                                 | 400 m vegyes     | 4:39,52  | 2.       | 6.       | 4:36,23  | 5.       |
| Varga József                                              | 400 m gyors      | 4:18,92  | 6.       | 19.      | kiesett  | kiesett  |
| Varga József                                              | 1500 m gyors     | 16:29,15 | 2.       | 6.       | 16:19,75 | 7.       |
| Tóth Csaba                                                | 1500 m gyors     | 16:16,62 | 1.       | 1.       | 16:08,97 | 4.       |
| Verrasztó Zoltán                                          | 100 m hát        | 59,57    | 1.       | 3.       | 58,78    |          |
| Verrasztó Zoltán                                          | 200 m hát        | 2:07,60  | 1.       | 1.       | 2:04,96  |          |
| Verrasztó Zoltán                                          | 200 m vegyes     | 2:10,99  | 2.       | 6.       | 2:11,23  | 6.       |
| Cseh László                                               | 100 m hát        | 1:00,66  | 4.       | 10.      | kiesett  | kiesett  |
| Rudolf Róbert                                             | 200 m hát        | 2:09,94  | 2.       | 4.       | 2:07,52  |          |
| Szabó Sándor                                              | 100 m mell       | 1:09,10  | 4.       | 15.      | kiesett  | kiesett  |
| Hargitay András                                           | 200 m pillangó   | 2:05,78  | 1.       | 4.       | 2:03,80  |          |
| Hargitay András                                           | 200 m vegyes     | 2:09,64  | 1.       | 4.       | 2:09,83  |          |
| Hargitay András                                           | 400 m vegyes     | 4:35,70  | 1.       | 1.       | 4:28,89  |          |
| Verrasztó Zoltán Szabó Sándor Hargitay András Hámori Jenő | 4 × 100 m vegyes | 4:01,53  | 4.       | 8.       | 4:00,47  | 7.       |

Női
| Versenyző                                                    | Versenyszám      | Előfutam | Előfutam | Előfutam | Döntő   | Döntő    |
| Versenyző                                                    | Versenyszám      | Idő      | Hely.    | Össz.    | Idő     | Helyezés |
| ------------------------------------------------------------ | ---------------- | -------- | -------- | -------- | ------- | -------- |
| Pelle Judit                                                  | 100 m gyors      | 1:00,56  | 2.       | 11.      | kiesett | kiesett  |
| Pelle Judit                                                  | 200 m gyors      | 2:11,28  | 3.       | 13.      | kiesett | kiesett  |
| Bedekovics Krisztina                                         | 100 m gyors      | 1:01,93  | 6.       | 25.      | kiesett | kiesett  |
| Schäffer Zsuzsa                                              | 200 m gyors      | 2:16,18  | 5.       | 23.      | kiesett | kiesett  |
| Lázár Eszter                                                 | 400 m gyors      | 4:41,11  | 4.       | 18.      | kiesett | kiesett  |
| Lázár Eszter                                                 | 800 m gyors      | 9:38,65  | 5.       | 19.      | kiesett | kiesett  |
| Czövek Zsuzsa                                                | 100 m hát        | 1:08,11  | 4.       | 9.       | kiesett | kiesett  |
| Czövek Zsuzsa                                                | 200 m hát        | 2:26,39  | 4.       | 7.       | 2:25,16 | 7.       |
| Kaczander Ágnes                                              | 100 m mell       | 1:15,12  | 1.       | 3.       | 1:14,95 |          |
| Kaczander Ágnes                                              | 200 m mell       | 2:43,28  | 2.       | 5.       | 2:46,98 | 8.       |
| Kaczander Ágnes                                              | 200 m pillangó   | 2:24,29  | 4.       | 13.      | kiesett | kiesett  |
| Bánhegyi Mária                                               | 100 m mell       | 1:17,30  | 3.       | 13.      | kiesett | kiesett  |
| Kiss Éva                                                     | 200 m mell       | 2:44,79  | 2.       | 7.       | 2:45,11 | 7.       |
| Kiss Éva                                                     | 200 m pillangó   | 2:26,04  | 5.       | 15.      | kiesett | kiesett  |
| Kiss Éva                                                     | 200 m vegyes     | 2:32,28  | 5.       | 16.      | kiesett | kiesett  |
| Bedekovics Krisztina Kovács Edit Kaczander Ágnes Pelle Judit | 4 × 100 m gyors  | 4:04,35  | 4.       | 8.       | 4:02,75 | 7.       |
| Czövek Zsuzsa Bánhegyi Mária Kaczander Ágnes Pelle Judit     | 4 × 100 m vegyes | 4:34,22  | 3.       | 7.       | 4:30,08 | 5.       |

## Műugrás
Férfi
| Versenyző     | Versenyszám      | Végeredmény | Végeredmény |
| Versenyző     | Versenyszám      | Pont        | Helyezés    |
| ------------- | ---------------- | ----------- | ----------- |
| Hajnal Attila | 3 m műugrás      | 445,74      | 12.         |
| Hajnal Attila | 10 m toronyugrás | 382,35      | 15.         |
| Balogh László | 3 m műugrás      | 364,38      | 20.         |
| Balogh László | 10 m toronyugrás | 369,33      | 17.         |

Női
| Versenyző      | Versenyszám      | Végeredmény | Végeredmény |
| Versenyző      | Versenyszám      | Pont        | Helyezés    |
| -------------- | ---------------- | ----------- | ----------- |
| Rozgonyi Mária | 10 m toronyugrás | 336,66      | 8.          |
| Kelemen Ildikó | 3 m műugrás      | 340,17      | 17.         |
| Kelemen Ildikó | 10 m toronyugrás | 279,48      | 15.         |

## Vízilabda

### Férfi
A magyar férfi vízilabda-válogatott kerete:
| Magyar nemzeti férfi vízilabdacsapat-játékoskeret | Magyar nemzeti férfi vízilabdacsapat-játékoskeret | Magyar nemzeti férfi vízilabdacsapat-játékoskeret | Magyar nemzeti férfi vízilabdacsapat-játékoskeret | Magyar nemzeti férfi vízilabdacsapat-játékoskeret | Magyar nemzeti férfi vízilabdacsapat-játékoskeret |
| #                                                 | Név                                               | Poszt                                             | Kor (1974. augusztus 18. szerint)                 |                                                   |                                                   |
| ------------------------------------------------- | ------------------------------------------------- | ------------------------------------------------- | ------------------------------------------------- | ------------------------------------------------- | ------------------------------------------------- |
|                                                   | Bodnár András                                     | M                                                 | 1942. április 9. (32 évesen)                      |                                                   |                                                   |
|                                                   | Csapó Gábor                                       | M                                                 | 1950. szeptember 20. (23 évesen)                  |                                                   |                                                   |
|                                                   | Cservenyák Tibor                                  | K                                                 | 1948. augusztus 8. (26 évesen)                    |                                                   |                                                   |
|                                                   | Faragó Tamás                                      | M                                                 | 1952. augusztus 5. (22 évesen)                    |                                                   |                                                   |
|                                                   | Görgényi István                                   | M                                                 | 1946. november 2. (27 évesen)                     |                                                   |                                                   |
|                                                   | Horkai György                                     | M                                                 | 1954. július 1. (20 évesen)                       |                                                   |                                                   |
|                                                   | Kásás Zoltán                                      | M                                                 | 1946. szeptember 15. (27 évesen)                  |                                                   |                                                   |
|                                                   | Konrád Ferenc                                     | M                                                 | 1945. április 17. (29 évesen)                     |                                                   |                                                   |
|                                                   | Molnár Endre                                      | K                                                 | 1945. július 23. (29 évesen)                      |                                                   |                                                   |
|                                                   | Sárosi László                                     | M                                                 | 1946. október 12. (27 évesen)                     |                                                   |                                                   |
|                                                   | Szívós István                                     | M                                                 | 1948. április 24. (26 évesen)                     |                                                   |                                                   |
| Szövetségi kapitány: Gyarmati Dezső               |                                                   |                                                   |                                                   |                                                   |                                                   |

A csoport
| Helyezés | Csapat        | M | Gy | D | V | G+ | G– | Gk  | P  |
| -------- | ------------- | - | -- | - | - | -- | -- | --- | -- |
| Arany    | Magyarország  | 7 | 6  | 1 | 0 | 49 | 27 | +22 | 13 |
| Ezüst    | Szovjetunió   | 7 | 4  | 2 | 1 | 45 | 36 | +9  | 10 |
| Bronz    | Jugoszlávia   | 7 | 4  | 2 | 1 | 45 | 38 | +7  | 10 |
| 4.       | Hollandia     | 7 | 2  | 2 | 3 | 33 | 35 | –2  | 6  |
| 5.       | Olaszország   | 7 | 2  | 2 | 3 | 26 | 32 | –6  | 6  |
| 6.       | Románia       | 7 | 1  | 2 | 4 | 28 | 34 | –6  | 4  |
| 7.       | Spanyolország | 7 | 1  | 2 | 4 | 27 | 37 | –10 | 4  |
| 8.       | NSZK          | 7 | 1  | 1 | 5 | 21 | 35 | –14 | 3  |

| 1974. augusztus 18. 10:00 | Magyarország                          | 6–2 | NSZK   | Stadthallenbad Játékvezetők: Ekszerov (BUL) |
| 1974. augusztus 18. 10:00 | (2–1, 1–1, 0–0, 32–0)                 |     |        | Stadthallenbad Játékvezetők: Ekszerov (BUL) |
| 1974. augusztus 18. 10:00 | Szívós, Sárosi 2-2, Konrád, Csapó 1-1 |     | Wolf 2 | Stadthallenbad Játékvezetők: Ekszerov (BUL) |

| 1974. augusztus 19. 19:15 | Magyarország                          | 7–3 | Románia                      | Stadionbad Játékvezetők: Lanudon (GBR) |
| 1974. augusztus 19. 19:15 | (1–1, 1–1, 1–1, 4–0)                  |     |                              | Stadionbad Játékvezetők: Lanudon (GBR) |
| 1974. augusztus 19. 19:15 | Horkai, Szívós, Sárosi 2-2 Görgényi 1 |     | Schervan, Rusu, Nastasiu 1-1 | Stadionbad Játékvezetők: Lanudon (GBR) |

| 1974. augusztus 20. 12:00 | Magyarország                           | 7–7 | Jugoszlávia                                  | Stadionbad Játékvezetők: Perniklinski (SWE) |
| 1974. augusztus 20. 12:00 | (0–2, 1–2, 3–1, 3–2)                   |     |                                              | Stadionbad Játékvezetők: Perniklinski (SWE) |
| 1974. augusztus 20. 12:00 | Szívós, Faragó, Konrád 2-2, Görgényi 1 |     | Belamaric 3, Savinovic 2, Marovic, Rudic 1-1 | Stadionbad Játékvezetők: Perniklinski (SWE) |

| 1974. augusztus 21. 17:30 | Magyarország                                          | 8–3 | Olaszország                | Stadionbad Játékvezetők: Dirnweber (AUT) |
| 1974. augusztus 21. 17:30 | (2–1, 2–0, 1–1, 3–1)                                  |     |                            | Stadionbad Játékvezetők: Dirnweber (AUT) |
| 1974. augusztus 21. 17:30 | Bodnár, Konrád 2-2, Sárosi, Kásás, Szívós, Faragó 1-1 |     | S. Marsili 2, Ghibellini 1 | Stadionbad Játékvezetők: Dirnweber (AUT) |

| 1974. augusztus 23. 13:00 | Magyarország                                        | 8–2 | Spanyolország       | Stadionbad Játékvezetők: Perniklinski (SWE) |
| 1974. augusztus 23. 13:00 | (3–0, 1–1, 2–1, 2–0)                                |     |                     | Stadionbad Játékvezetők: Perniklinski (SWE) |
| 1974. augusztus 23. 13:00 | Horkai 3, Szívós, Sárosi, Kásás, Faragó, Bodnár 1-1 |     | Puigdeval, Jané 1-1 | Stadionbad Játékvezetők: Perniklinski (SWE) |

| 1974. augusztus 24. | Magyarország                           | 7–5 | Szovjetunió                       | Stadionbad Játékvezetők: Ekszerov (BUL) |
| 1974. augusztus 24. | (1–0, 2–1, 2–2, 2–2)                   |     |                                   | Stadionbad Játékvezetők: Ekszerov (BUL) |
| 1974. augusztus 24. | Horkai 3, Konrád 2, Bodnár, Sárosi 1-1 |     | Barkalov 3, Smudszkij, Dreval 1-1 | Stadionbad Játékvezetők: Ekszerov (BUL) |

| 1974. augusztus 25. 10:00 | Magyarország                                 | 7–5 | Hollandia                                        | Stadthallenbad Játékvezetők: Fuchs (BEL) |
| 1974. augusztus 25. 10:00 | (2–2, 1–0, 2–2, 2–1)                         |     |                                                  | Stadthallenbad Játékvezetők: Fuchs (BEL) |
| 1974. augusztus 25. 10:00 | Szívós, Bodnár 2-2 Faragó, Horkai, Csapó 1-1 |     | Hermse, Keman, Landeweerd, Bras, Van Zeeland 1-1 | Stadthallenbad Játékvezetők: Fuchs (BEL) |

| Csapat       | Helyezés |
| ------------ | -------- |
| Magyarország |          |